# Esa Lindell
Esa Lindell (* 23. května 1994 Helsinky) je finský hokejový obránce hrající v severoamerické National Hockey League (NHL) za tým Dallas Stars, který ho v roce 2012 draftoval ze 74. pozice.

## Hráčská kariéra
Lindell v domácí soutěži (SM-lize) debutoval za mužstvo Jokerit Helsinky v sezóně 2012/13. Dne 7. května 2014 podepsal s Dallas Stars tříletou nováčkovskou smlouvu.
Vedení Stars ho nechalo ještě pro sezónu 2013/14 ve finské lize, kde nastupoval za tým Ässät Pori. Lindell dokončil účinkování v tomto týmu s výsledkem 14 gólů a 35 bodů v 57 zápasech, když také vedl kanadské bodování obránců v celé soutěži, než byl 6. března 2015 převelen do dallaského farmářského týmu Texas Stars hrajícího AHL.
Během sezóny 2015/16, 18. ledna 2016, byl povolán do prvního týmu k Dallas Stars. V NHL debutoval následující den 19. ledna 2016 proti Los Angeles Kings.

## Statistiky

### Klubové statistiky
| Sezóna      | Klub             | Soutěž      |     | Základní část | Základní část | Základní část | Základní část | Základní část |   | Play off | Play off | Play off | Play off | Play off |
| Sezóna      | Klub             | Soutěž      | Z   | G             | A             | B             | TM            | Z             | G | A        | B        | TM       |          |          |
| 2011/12     | Kiekko-Vantaa    | Mestis      | 2   | 0             | 0             | 0             | 0             | —             | — | —        | —        | —        |          |          |
| 2012/13     | Jokerit Helsinky | SM-l        | 19  | 0             | 0             | 0             | 4             | —             | — | —        | —        | —        |          |          |
| 2012/13     | Kiekko-Vantaa    | Mestis      | 22  | 4             | 6             | 10            | 16            | —             | — | —        | —        | —        |          |          |
| 2013/14     | Jokerit Helsinky | Liiga       | 44  | 2             | 3             | 5             | 10            | 2             | 0 | 0        | 0        | 0        |          |          |
| 2013/14     | Kiekko-Vantaa    | Mestis      | 11  | 2             | 3             | 5             | 8             | —             | — | —        | —        | —        |          |          |
| 2014/15     | Ässät Pori       | Liiga       | 57  | 14            | 21            | 35            | 28            | 2             | 0 | 0        | 0        | 0        |          |          |
| 2014/15     | Texas Stars      | AHL         | 5   | 0             | 1             | 1             | 2             | —             | — | —        | —        | —        |          |          |
| 2015/16     | Texas Stars      | AHL         | 73  | 14            | 28            | 42            | 56            | 4             | 2 | 2        | 4        | 0        |          |          |
| 2015/16     | Dallas Stars     | NHL         | 4   | 0             | 0             | 0             | 0             | —             | — | —        | —        | —        |          |          |
| 2016/17     | Dallas Stars     | NHL         | 73  | 6             | 12            | 18            | 22            | —             | — | —        | —        | —        |          |          |
| 2016/17     | Texas Stars      | AHL         | 2   | 0             | 1             | 1             | 0             | —             | — | —        | —        | —        |          |          |
| 2017/18     | Dallas Stars     | NHL         | 80  | 7             | 20            | 27            | 24            | —             | — | —        | —        | —        |          |          |
| 2018/19     | Dallas Stars     | NHL         | 82  | 11            | 21            | 32            | 33            | 13            | 1 | 3        | 4        | 4        |          |          |
| 2019/20     | Dallas Stars     | NHL         | 69  | 3             | 20            | 23            | 12            | 27            | 1 | 7        | 8        | 2        |          |          |
| 2020/21     | Dallas Stars     | NHL         | 56  | 5             | 11            | 16            | 19            | —             | — | —        | —        | —        |          |          |
| 2021/22     | Dallas Stars     | NHL         | 76  | 4             | 21            | 25            | 12            | 7             | 0 | 2        | 2        | 0        |          |          |
| 2022/23     | Dallas Stars     | NHL         | 82  | 8             | 16            | 24            | 10            | 19            | 0 | 3        | 3        | 8        |          |          |
| 2023/24     | Dallas Stars     | NHL         | 82  | 5             | 21            | 26            | 12            | 19            | 3 | 2        | 5        | 4        |          |          |
| NHL celkově | NHL celkově      | NHL celkově | 604 | 49            | 142           | 191           | 144           | 85            | 5 | 17       | 22       | 18       |          |          |

### Reprezentace
| Rok                       | Tým                       | Soutěž                    | Z  | G | A | B  | TM |
| ------------------------- | ------------------------- | ------------------------- | -- | - | - | -- | -- |
| 2011                      | Finsko 18                 | IH18                      | 5  | 1 | 0 | 1  | 14 |
| 2012                      | Finsko                    | MS18                      | 7  | 0 | 6 | 6  | 2  |
| 2014                      | Finsko 20                 | MSJ                       | 7  | 2 | 3 | 5  | 6  |
| 2015                      | Finsko                    | MS                        | 8  | 1 | 5 | 6  | 0  |
| 2016                      | Finsko                    | MS                        | 10 | 1 | 3 | 4  | 0  |
| 2016                      | Finsko                    | SP                        | 1  | 0 | 0 | 0  | 0  |
| Juniorská kariéra celkově | Juniorská kariéra celkově | Juniorská kariéra celkově | 19 | 3 | 9 | 12 | 22 |
| Seniorská kariéra celkově | Seniorská kariéra celkově | Seniorská kariéra celkově | 25 | 2 | 9 | 11 | 2  |

#### Profily
- Esa Lindell – statistiky na Hockeydb.com (anglicky)
- Esa Lindell – statistiky na Elite Prospects (anglicky)
- Esa Lindell – statistiky na NHL.com